# Imprimerie Union
Pour les articles homonymes, voir Union.
L’Imprimerie Union, dite aussi « Kooperativnaïa typografia soïouz », est une imprimerie française d’art moderne et contemporain en activité de 1910 à 1995 à Paris.

## Historique

### Les années russes
L’Imprimerie Union est fondée à Paris entre la fin de l’année 1909 et le début de 1910, par les deux émigrés russes Volf Chalit (1878-1956) et Dimitri Snégaroff (1885-1959). Très peu d’éléments biographiques sont disponibles à leur sujet. Proches, dans ses années d’exil parisien, de Lénine, les deux typographes installent au 3, rue Beaunier, la « Kooperativnaïa tipografia soïouz », francisée deux ans plus tard en « Imprimerie Union ». L’entreprise travaille dans les années 1910 essentiellement pour la communauté russe parisienne et notamment pour les éditeurs  de littérature, de linguistique et de politique, dont Jacques Povolozky, Lazare Rodstein et Vladimir Bourtzeff. Elle imprime de nombreux ouvrages dont certains de Plékhanov, Landau-Aldanov, et des revues politiques : Le Drapeau prolétarien, L’Avenir, Naché echo, Le Soldat citoyen russe en France, puis plus tard Les Annales contemporaines.

### 1913 — 1950: d’Apollinaire à Aimé Maeght
Toutefois, dès 1913, l’imprimerie déménage au 46, boulevard Saint-Jacques avec son matériel composé alors de huit machines à imprimer, deux fondeuses, et quatre composeurs. Elle diversifie sa production avec l’impression de la deuxième série de la revue Les Soirées de Paris, revue nouvellement reprise par deux russes, la baronne d’Oettingen connue en France comme écrivain sous le nom de Roch Grey, comme peintre sous le nom d’Édouard Angiboult, comme critique sous celui de Léonard Pieux, et son cousin le peintre Serge Férat de son vrai nom Serge Yastrebzoff également poète sous le nom de Jean Cérusse (ces Russes), ainsi que par Guillaume Apollinaire qui y fait imprimer ses premiers calligrammes. Après l'essor de l'activité, l'entreprise est transformée en société en « nom collectif » le 30 décembre 1921 et les ateliers sont transférés au 13, rue Méchain en 1925 où ils seront en activité jusqu'en 1995,.
La publication qui devient la référence majeure en ce début de siècle de l’art moderne, va désormais drainer durant une grande partie du siècle, les principaux acteurs du circuit artistique parisien vers l’Imprimerie Union. Ainsi, Paul Guillaume y fait imprimer sa revue Les Arts à Paris (1919-1935) ; Florent Fels et Marcel Sauvage, Action (1920-1922); Serge Romoff, actif animateur de manifestations artistiques et poétiques dans le Paris de Montparnasse, et surtout chef d’atelier à l’Imprimerie Union, sa revue Oudar (1922-1924) à laquelle participe Iliazd ; Léonce Rosenberg, le Bulletin de L'Effort moderne (1924-1926); Christian Zervos, les Cahiers d’art (1926-1933); et, à partir du dernier numéro de La Révolution Surréaliste (1929), les Surréalistes fréquentent régulièrement l’imprimerie pour divers tracts et manifestes ainsi que pour la publication du surréalisme au service de la Révolution (1930-1933) et pour Minotaure à partir du n°7 (1935-1939). À la fin des années 1930 et au début des années 1940, les éditeurs Albert Skira, René Drouin, Aimé Maeght et Pierre Seghers, puis à partir de 1950 San Lazarro, se dirigent vers Union qui se spécialise progressivement vers des travaux d’art en matière de typographie. À partir de 1936, André Schiffrin (fils de Jacques Schiffrin) confie à l'Union l'impression des volumes de la Bibliothèque de la Pléiade (la reliure étant assurée par les Ateliers Babouot) qui durera jusqu'en 1956, malgré les problèmes rencontrés par tous les émigrés russes, et souvent juifs, durant la Seconde Guerre mondiale. Sous la pression de l'aryanisation forcée des entreprises par les Allemands, l'imprimerie est l'objet tout d'abord d'une vente fictive, sur les conseils de Jean Paulhan, au lithographe Fernand Mourlot en décembre 1940, Chalit et Snégaroff devenant officiellement techniciens.

### 1950 — 1995: une typographie d’art
En 1950, lorsque Louis Barnier, tout jeune professeur de littérature qui vient de se marier à Lucie Strouzer, la petite-fille de Chalit, arrive dans l’imprimerie, l’entreprise produit des livres, des catalogues d’exposition et autres imprimés d’art, réalise quelques travaux publicitaires, et commence tout juste à travailler pour les institutions culturelles et les musées. L’imprimerie s’illustre par la suite plus particulièrement au côté des éditeurs de livres d’art dont Louis Broder, Jeannine Crémieux et ses éditions Au Vent d’Arles, Jean Hugues, Claude Givaudan, Pierre-André Benoît, Le Club français du livre, et travaille aussi comme à ses débuts, pour la plupart des galeristes d’art parisien dont Heinz Berggruen, Huguette Berès, Paul Durand-Ruel, Rodolphe Stadler et Claude Bernard. Les revues d’art qui avaient fait jusqu’alors la renommée de l’Imprimerie Union, sont remplacées sur ses presses par les revues de littérature et de poésie qui animent l’actualité de l’époque. Ainsi à partir du n° 2 de 1967, L’Éphémère, puis à partir de 1973, les quatorze premiers numéro d’Argile, revues toutes les deux éditées chez Maeght. On trouve ensuite un certain nombre de publications pour les éditions Clivages et celles de La Délirante de Fouad El Etr, dont plusieurs numéros de leurs deux revues respectives. Union se charge également entre 1964 et 1973 de l’impression de la revue L’Art brut de Jean Dubuffet. En matière de livres illustrés, l’imprimerie travaille pour le Cercle d’art (1951-1983), les experts F. De Nobele et Pierre Berès, la Réunion des musées nationaux, la Caisse nationale des monuments historiques et des sites, les éditions du Chêne, Paris audiovisuel et Créaphis. D’une manière générale, les deux-tiers de son activité sont liés au domaine artistique et littéraire. Vendue au début de l’année 1989, l'Imprimerie Union continuera cependant de fonctionner avant de cesser définitivement son activité en 1995.